# Amby (rivière)
Pour les articles homonymes, voir Amby.
L'Amby est une rivière française, affluent du Rhône, située dans le nord Isère.

## Géographie
Selon le SANDRE, l'Amby prend sa source à 282 m d'altitude comme exutoire de l'étang de la Tuile, sur la commune d'Optevoz. Ce lac est lui-même alimenté par le ruisseau des Moulins, créé par la confluence des exutoires de plusieurs lacs proches, comme l'étang Neuf, l'étang de la Rama ou l'étang de Bel.
Après avoir quitté l'étang de la Tuile, l'Amby prend une direction nord-ouest et traverse le val d'Amby, une petite gorge creusée dans un plateau. Il en sort peu après le site archéologique de Larina, puis oblique vers l'ouest avant de se jeter dans le Rhône en rive gauche, après un parcours de 7,56 km. La rivière parcourt successivement le territoire des communes d'Optevoz, Saint-Baudille-de-la-Tour et Hières-sur-Amby (à laquelle il donne en partie son nom).

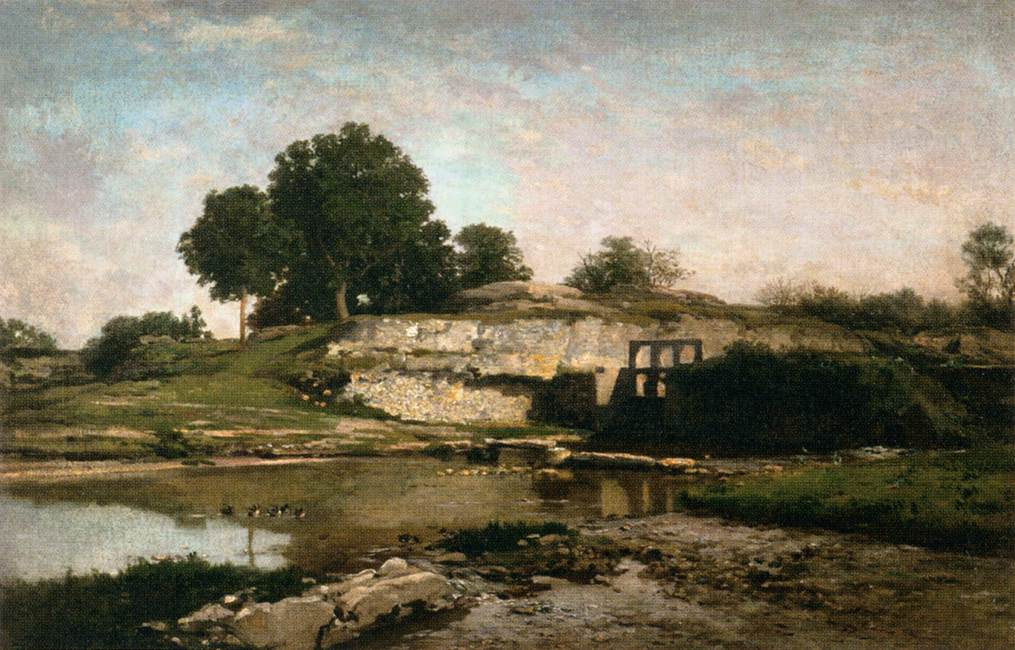
La Vanne d'Optevoz, tableau de Charles-François Daubigny (1859, musée du Louvre).